# Fallenstock

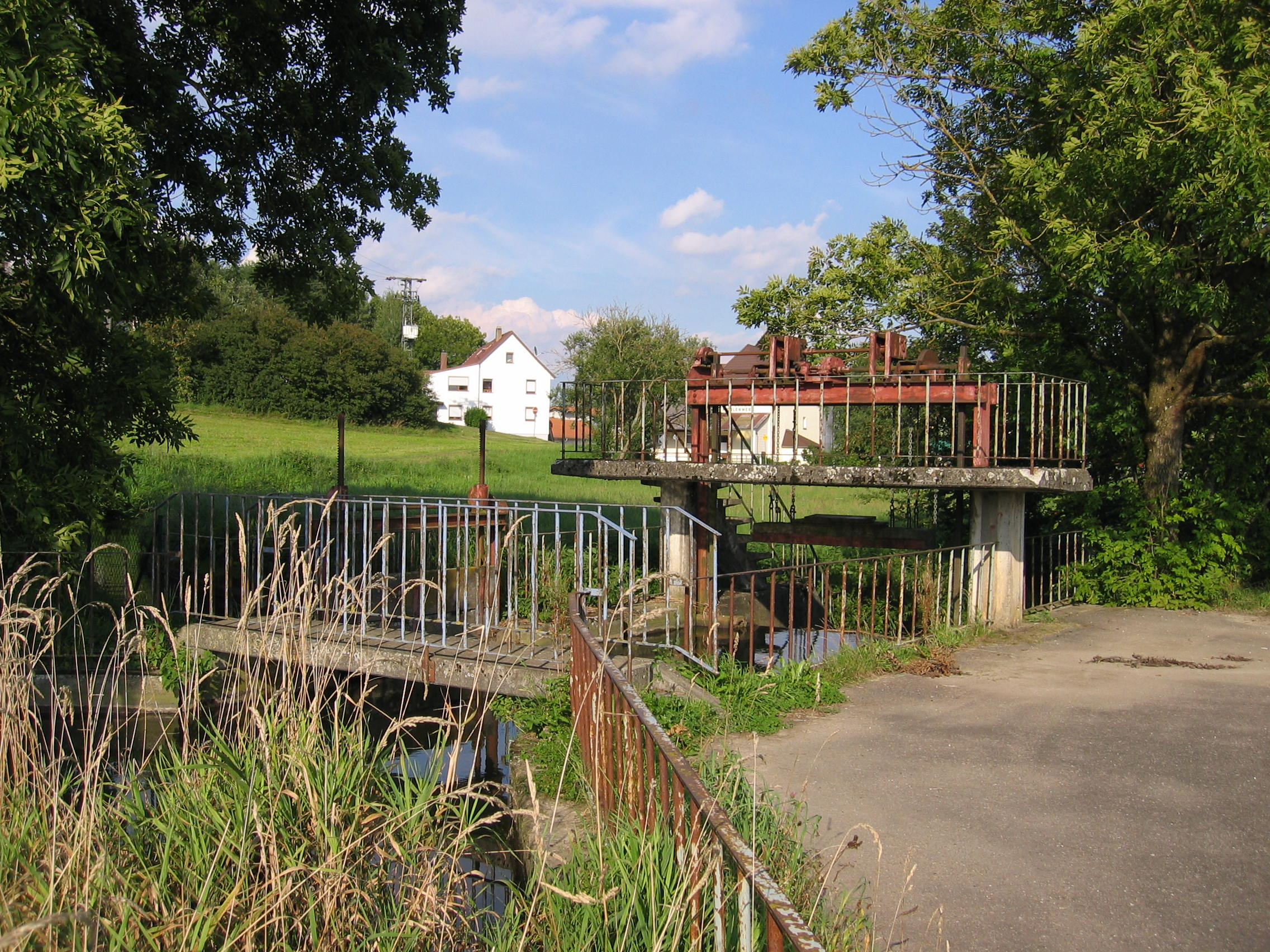
Fallenstock in Bittelschieß am Kehlbach

Ein Fallenstock dient in der Wasserwirtschaft wie eine Stellfalle zur Regulierung eines Wasser(zu)laufs z. B. zu einer Wassermühle, einem bewirtschafteten Teich oder zur Bewässerung. Dabei wird neben einer Staumauer oder einem Wehr eine variable Stauwand eingesetzt. Diese wird zur Regulierung des Zuflusses gehoben oder gesenkt.
Das Oberwasser führt zur Mühle oder Teich, das überschüssige Wasser folgt als Unterwasser weiter dem Bach- oder Flusslauf.